# Kniha apokryfů
Apokryfy (v r. 1945 vydány také pod názvem Kniha apokryfů) jsou vesměs filozoficky traktované příběhy, v nichž autor dává biblické, historické či klasické literární látce soudobé vyznění. Svou předlohu volně obměňuje, zlidšťuje a aktualizuje její tradicí zmrtvělé hrdiny, jimž dává vyslovovat mravní zásady člověka 1. poloviny 20. století.
První vydání obsahuje pět příběhů: O desíti spravedlivých, Svatá noc, Marta a Maria, Lazar, Pilátův večer.
Kniha apokryfů navíc obsahuje Prométheův trest, O úpadku doby, Jako za starých časů, Thersites, Agathon čili o moudrosti, Alexandr Veliký, Smrt Archimédova, Římské legie, Pseudolot čili o vlastenectví, O pěti chlebích, Benchanan, Pilátovo krédo, Císař Dioklecián, Attila, Obrazoborectví, Bratr František, Ofir, Goneril – dcera Learova, Hamlet – princ dánský, Zpověď Dona Juana, Romeo a Julie, Pan Hynek Ráb z Kufštejna, Napoleon.